# Кандалинцев, Алексей Сергеевич
Алексей Сергеевич Кандалинцев (6 февраля 1976, Хабаровск) — российский футболист, выступавший на позиции полузащитника. С мая 2022 года является генеральным секретарём «СКА-Хабаровск».

## Биография
Воспитанник хабаровского футбола, занимался с шести лет в школе СКА ДВО. В составе взрослой команды хабаровских армейцев дебютировал в 16-летнем возрасте в первом сезоне чемпионата России в первой лиге. Вскоре стал игроком основного состава команды, провёл в её составе непрерывно восемь сезонов, с 1994 года выступал во второй лиге. В 1997 году стал лучшим бомбардиром своей команды в сезоне, забив 13 голов. Тогда же ездил на просмотр в киевское «Динамо», московское «Торпедо».
В 2000 году перешёл в «Томь», игравшую в первом дивизионе, за четыре сезона сыграл более 100 матчей. В 2004 году футболист вернулся в Хабаровск по инициативе руководства клуба, в это время местная команда тоже играла в первом дивизионе, однако оказался невостребован тренером Олегом Смоляниновым и выходил на поле нечасто. Следующий сезон провёл в составе «Смены» из Комсомольска-на-Амуре. Завершил профессиональную карьеру в составе родной команды в 30-летнем возрасте. Впоследствии несколько сезонов выступал за любительские команды Дальнего Востока. С командой «Мостовик-Приморье» вышел из любительских соревнований во второй дивизион, где в 2010 году провёл ещё 4 матча, после этого окончательно завершил карьеру.
Всего на профессиональном уровне сыграл более 400 матчей, в том числе более 170 в первом дивизионе, более 210 — во втором и более 20 — в Кубке России. Наибольший личный успех в Кубке — участие в матче 1/8 финала против саратовского «Сокола» в 2002 году. В составе хабаровского СКА сыграл 243 матча в первенствах страны и по состоянию на 2017 год занимает 17-е место в истории клуба по числу проведённых матчей.
С 2011 года работал администратором клуба «СКА-Хабаровск», с 2012 года — начальником команды. С декабря 2017 по конец мая 2022 года являлся генеральным директором «СКА-Хабаровска». С февраля по июнь 2024 года работал директором ЖФК "Крылья Советов" (Самара) . С 18 июня 2024 года вновь назначен гендиректором "СКА-Хабаровска" .

## Личная жизнь
Отец играл в хоккей с мячом и немного в футбол. Дядя, Алексей Павлович Кандалинцев (1944—2005), выступал в 1960-е годы за хабаровский СКА, сыграл более 250 матчей. Ещё один дядя, Анатолий (род. 1942), играл за владивостокский «Луч».